# Волков Диметрий Александрович
Волков Диметрий Александрович (род. 28 апреля 1999, Андижан, УзССР) — российский предприниматель, инженер, государственный, политический и общественный деятель.

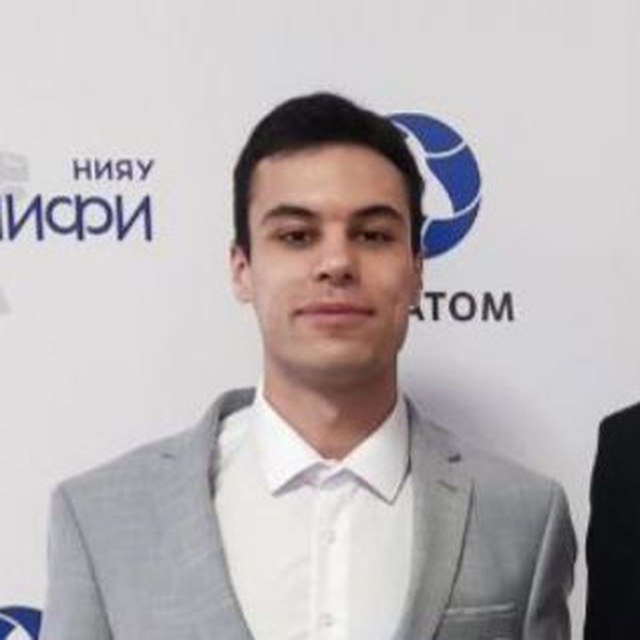
Диметрий Александрович, 2025

### Биография
Родился 28 апреля 1999 года в г. Андижан УзССР в семье медсестры и предпринимателя. Переехал в Россию вместе с сестрой и матерью в июне 2008-го года в г. Тверь. С юных лет активно занимался шахматами, в возрасте 9 лет стал чемпионом Твери среди молодежи. В июне 2017-го с отличием окончил гимназию №2 г.Нелидово. Поступил в Национальный исследовательский ядерный университет "МИФИ". С июля 2022-го по 2023-го проходил службу в Главном управлении Генерального штаба ВС РФ. В августе 2025-го поступил в магистратуру Московского физико-технического института. В студенческие годы был участником клуба дебатов и лекций, членом Молодежного парламента при Государственной Думе Федерального Собрания Российской Федерации, активистом Молодой Гвардии Единой России.